# Torcé-Viviers-en-Charnie
Torcé-Viviers-en-Charnie ist eine französische Gemeinde mit 770 Einwohnern (Stand: 1. Januar 2022) im Département Mayenne in der Region Pays de la Loire. Sie gehört zum Arrondissement Mayenne und zum Kanton Meslay-du-Maine. Die Einwohner werden Torcéens genannt.

## Geographische Lage
Torcé-Viviers-en-Charnie liegt etwa 38 Kilometer ostnordöstlich von Laval und etwa 35 Kilometer westnordwestlich von Le Mans. Umgeben wird Torcé-Viviers-en-Charnie von den Nachbargemeinden Voutré im Norden, Rouessé-Vassé im Nordosten, Parennes und Neuvillette-en-Charnie im Osten, Chemiré-en-Charnie im Südosten, Saint-Denis-d’Orques im Süden, Blandouet im Südwesten sowie Sainte-Suzanne-et-Chammes im Westen.

## Geschichte
1973 fusionierten die Gemeinden Torcé-en-Charnie und Viviers zur heutigen Gemeinde.

## Bevölkerungsentwicklung
| Jahr                       | 1962 | 1968 | 1975 | 1982 | 1990 | 1999 | 2006 | 2019 |
| Einwohner                  | 539  | 498  | 791  | 663  | 647  | 737  | 730  | 765  |
| Quellen: Cassini und INSEE |      |      |      |      |      |      |      |      |

## Sehenswürdigkeiten
- Dolmen
- Kirche Saint-Pierre in Torcé aus dem 15. Jahrhundert
- Kirche von Viviers aus dem 20. Jahrhundert
- Kapelle Saint-Nicolas
- Herrenhaus von Longuefougères, seit 1985 Monument historique
- Burgruine Bouillé

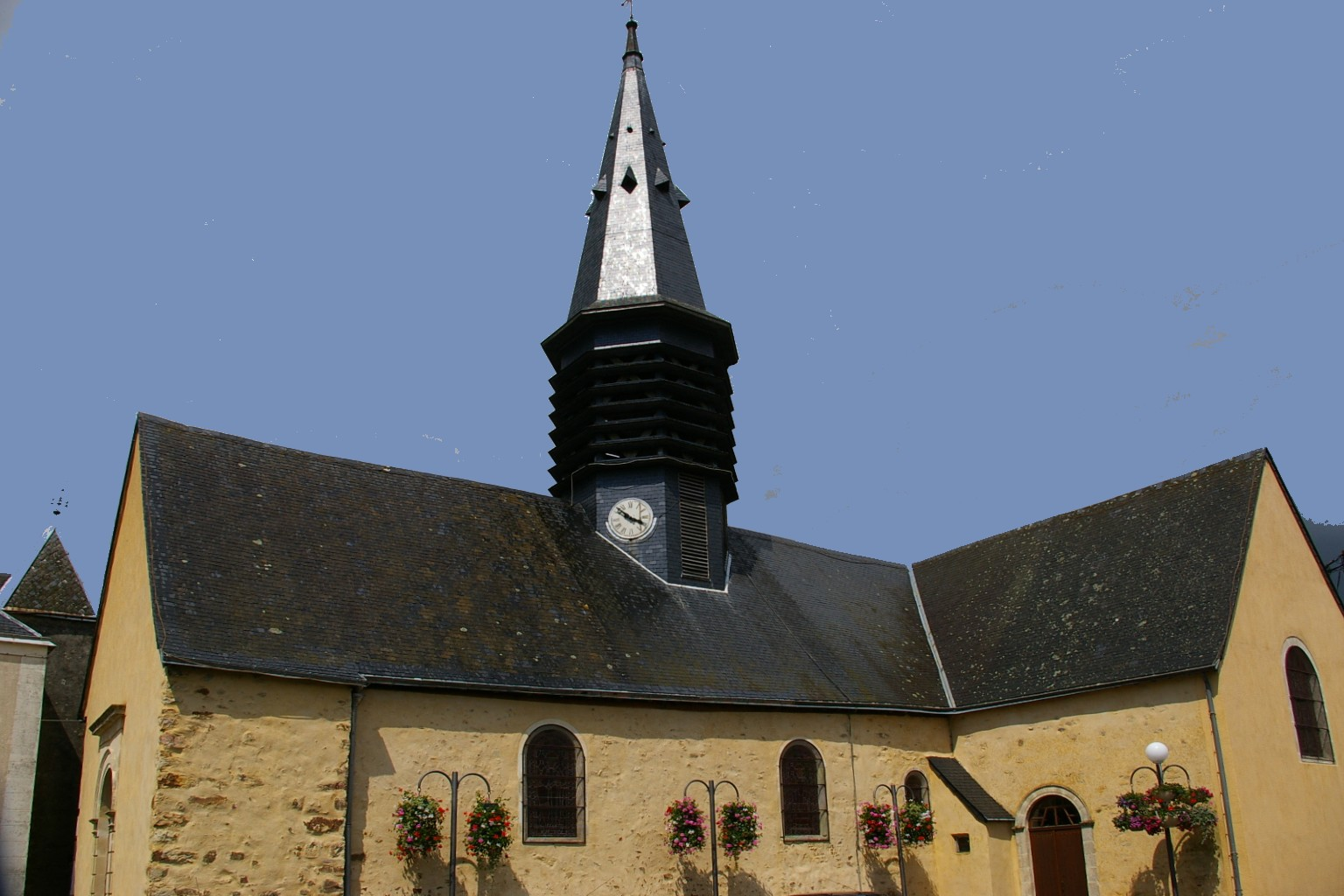
Kirche Saint-Pierre
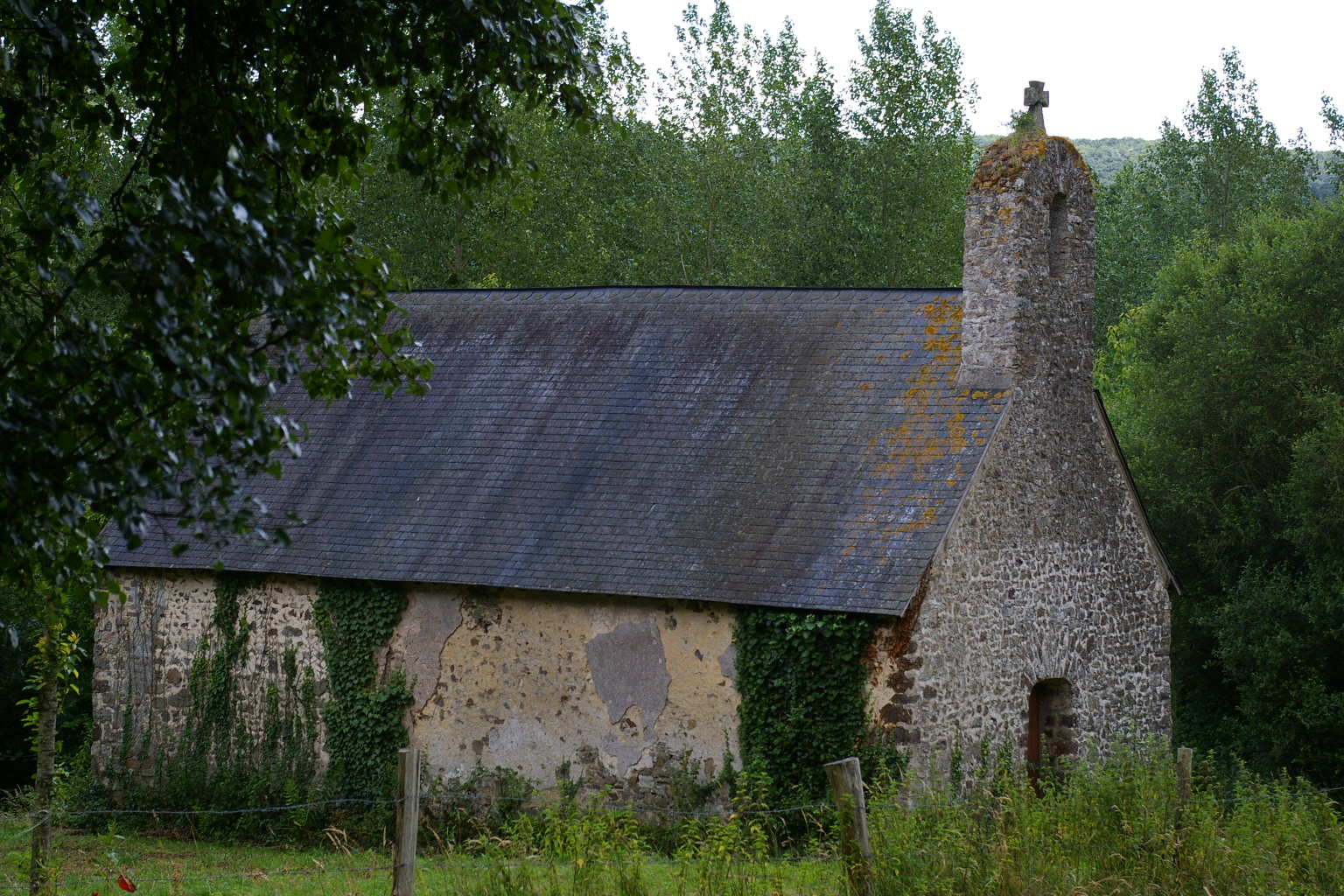
Kapelle Saint-Nicolas